# Anangu

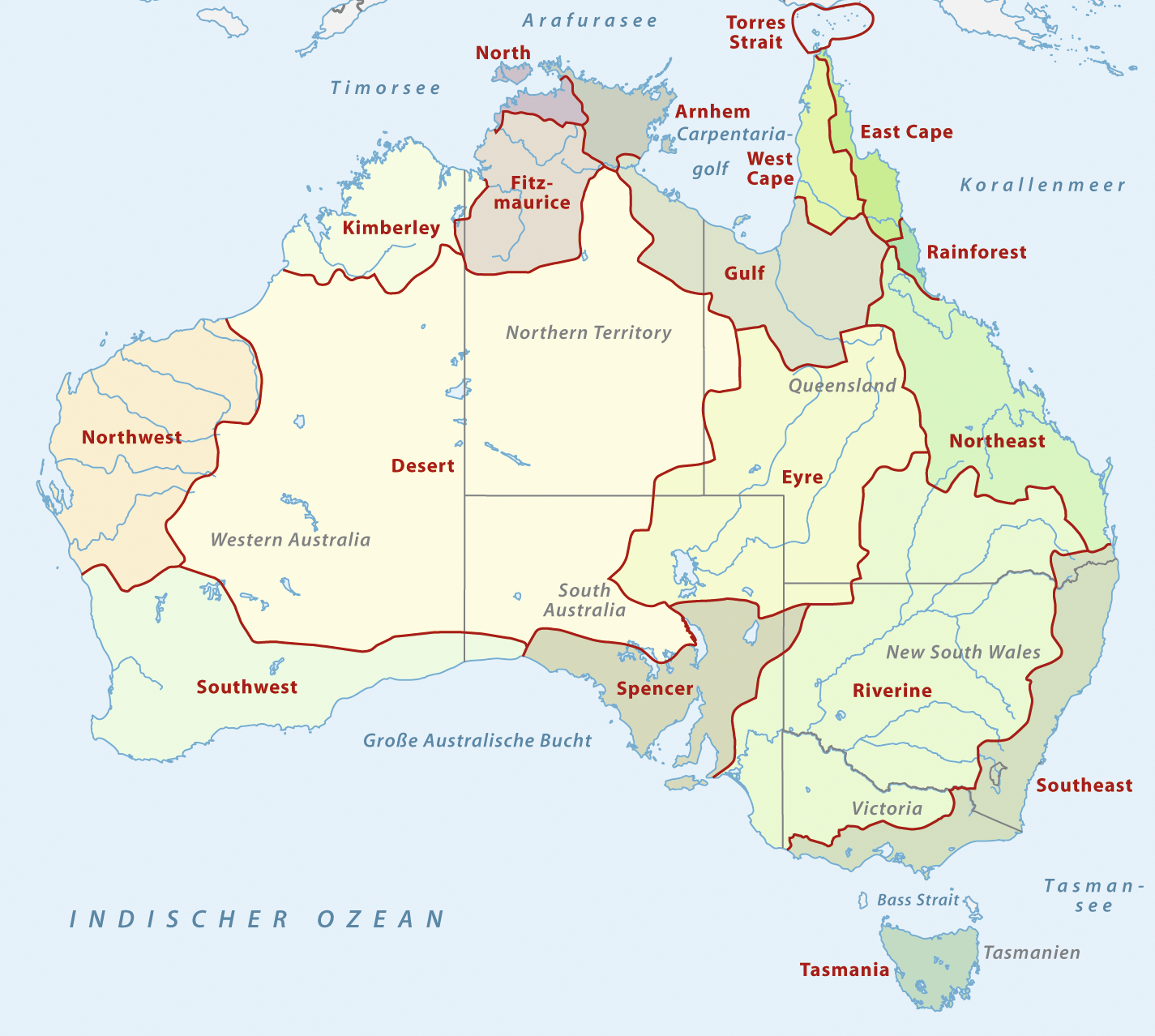
Carte des régions des peuples indigènes d'Australie

Anangu (/ˈaɳaŋʊ/), signifiant « être humain », est le nom que plusieurs groupes aborigènes d'Australie utilisent pour se référer à eux-mêmes. Ces groupes correspondent à peu près à ceux du bloc culturel du désert occidental, au centre de l'Australie.

## Graphies
Les graphies suivantes se rencontrent pour le mot Anangu, dans les différents dialectes pama-nyungan :
| Pitjantjatjara          | aṉangu   |
| Sud (Titjikala) Luritja | yarnangu |
| Pintupi Luritja         | aṉangu   |
| Ngaanyatjarra           | yarnangu |
| Ngaatjatjarra           | yarnangu |
| Yankunytjatjara         | yaṉangu  |

## Équivalents
Dans d'autres langues ou dialectes aborigènes, Anangu peut se traduire ainsi :
- Koori,
- Noongar,
- Nunga,
- Murri,
- Martu,
- Pumtu.

Ces noms servent aux non-autochtones pour désigner les ethnies correspondantes qui se nomment elle-même ainsi.

## Sources
- Goddard, Cliff. (1992). Pitjantjatjara/Yankunytjatjara to English Dictionary. IAD Press, Alice Springs Australia.  (ISBN 0-949659 64 9)
- Glass, Amee and Dorothy Hackett. (2003). Ngaanyatjarra & Ngaatjatjarra to English Dictionary. IAD Press, Alice Springs Australia.  (ISBN 1-86465-053-2)
- Goddard, Cliff. (1985). A Grammar of Yankunytjatjara. IAD Press, Alice Springs Australia.
- Eckert, Paul and Joyce Hudson. (1988). Wangka Wiru: A handbook for the Pitjantjatjara language learner. SACAE, Underdale SA.  (ISBN 0-86803-230-1)
- Hansen, KC & LE Hansen. (1992). Pintupi/Luritja Dictionary 3rd Edition. IAD Press, Alice Springs, Australia.  (ISBN 0-949659-63-0)
- Valiquette, Hilaire (ed.). (1993). A Basic Kukatja to English Dictionary. Luurnpa Catholic School, Balgo WA.  (ISBN 0-646-12453-6)